# 王健 (嘉靖丁未進士)
王健（1519年—？），字于行（行甫），號肖溪，福建漳州府漳浦縣人，民籍，明朝政治人物。

## 生平
嘉靖十九年（1540年）庚子科福建鄉試第七十八名舉人。嘉靖二十六年（1547年）中式丁未科會試第七十六名，登第三甲第四十三名進士。禮部觀政，初授浙江仁和县知县，在任六月，丁忧归。三十年起补武康知县，擢户部主事，升礼部郎中，历官江西饒州府知府、浙江按察司嘉兴兵备副使、右参政。

## 家族
曾祖王勗；祖父王謐，知縣；父王璇，知縣。母陳氏；繼母蘇氏。具庆下。弟侁、僑、俶、倬。子桂、栻、梴、槚。